# 保罗-亨利-邦雅曼·德斯图内勒·德康斯坦
保罗-亨利-邦雅曼·德斯图内勒·德康斯坦（1852年11月22日—1924年5月15日），法国外交家、政治家，国际仲裁倡议者，因为促进美法和解而获得1909年诺贝尔和平奖。德康斯坦在萨尔特省拉弗莱什一个贵族出生。